# Adam Duritz
Adam Frederic Duritz (né le 1er août 1964 à Baltimore, Maryland) est un musicien et producteur américain. Il est aussi chanteur, leader et fondateur du groupe de rock Counting Crows.
Il a fait de nombreux albums, notamment August and Everything After, qui est son plus grand succès. On retrouve dans cet album Round here et Mr. Jones.